# Departe de planeta tăcută
Out of the Silent Planet este un roman științifico-fantastic din 1938 scris de C. S. Lewis, primul din The Space Trilogy (Trilogia Spațiului) Cosmic Trilogy sau Ransom Trilogy.
În acest roman Elwin Ransom, un filolog, călătorește pe planeta Marte și află că Pământul este exilat față de restul sistemului solar datorită naturii sale păcătoase și este cunoscut ca "planeta tăcută". Celelalte romane sunt: Perelandra (1943, publicată și sub denumirea Voyage to Venus), That Hideous Strength (1945) și un fragment publicat postum în 1977 sub titlul The Dark Tower.
Trilogia a fost inspirată și influențată de romanul lui David Lindsay din 1920, A Voyage to Arcturus..

## Ediție românească
- Departe de planeta tăcută, Logos, Cluj Napoca, 1995. Traducere de Mirela Rădoi.